# Gypsy punk

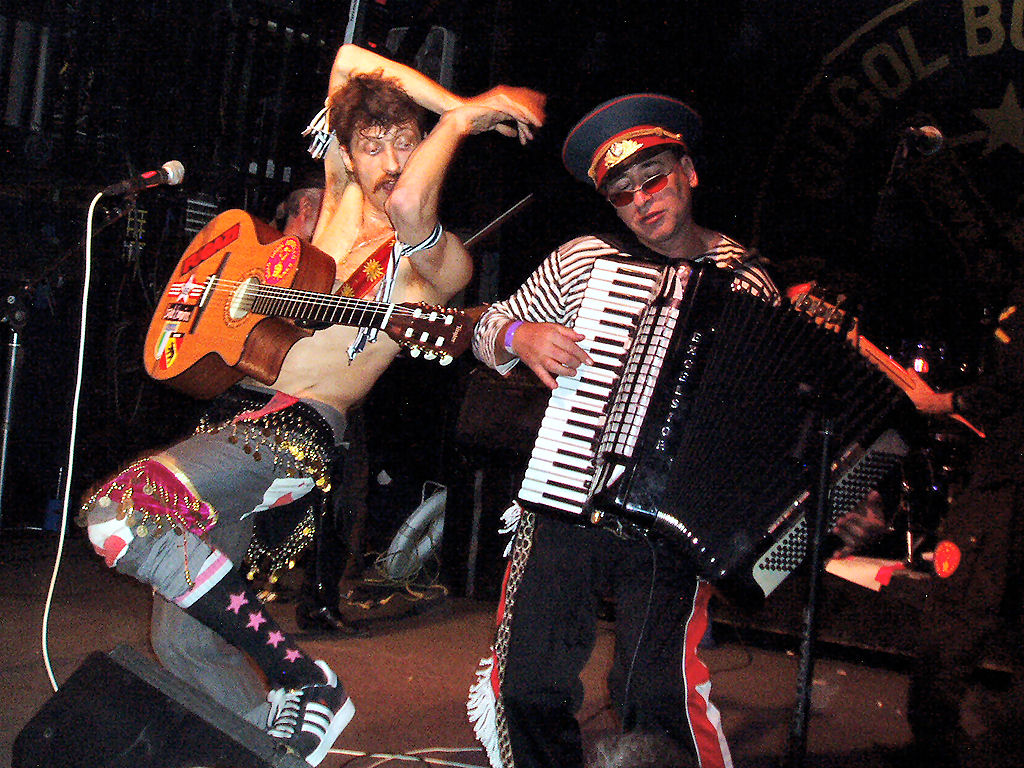
Vystoupení gypsy punkové skupiny Gogol Bordello v Coloradu.

Gypsy punk je termín popisující hybridní hudební žánr křížící tradiční romskou hudbu s punk rockem a dalšími odnožemi protestní hudby. Poprvé ho použil romský hudebník Eugene Hütz, když popisoval svou skupinu Gogol Bordello pro jeden místní newyorský tisk.
Většina gypsy punkových skupin působí ve Spojených státech amerických, nicméně její členové převážně pocházejí z Balkánu a ze zemí východní Evropy (např. Jim Čert a Erno Šedivý v Life After Life). V 80. a 90. letech se v Sarajevu rozvíjelo hnutí nového primitivismu zahrnující skupinu Zabranjeno Pušenje (jejímž frontmanem je filmový režisér Emir Kusturica), zpětně započítávanou do gypsy punku.
Gypsy punkové skupiny zapojují do svých skladeb také housle, trumpetu, saxofon, akordeon, tamburínu a jiné.